# Coppa Sabatini 2014
La 62e édition de la Coppa Sabatini a eu lieu le 9 octobre 2014. La course fait partie du calendrier UCI Europe Tour 2014 en catégorie 1.1.

## Présentation

### Équipes
Classée en catégorie 1.1 de l'UCI Europe Tour, la Coppa Sabatini est par conséquent ouverte aux UCI ProTeams dans la limite de 50 % des équipes participantes, aux équipes continentales professionnelles, aux équipes continentales et aux équipes nationales.
Douze équipes participent à cette Coppa Sabatini - trois ProTeams et neuf équipes continentales professionnelles :
| UCI ProTeams     | UCI ProTeams | UCI ProTeams |
| Nom de l'équipe  | Pays         | Code         |
| ---------------- | ------------ | ------------ |
| AG2R La Mondiale | France       | ALM          |
| Cannondale       | Italie       | CAN          |
| Lampre-Merida    | Italie       | LAM          |

| Équipes continentales professionnelles | Équipes continentales professionnelles | Équipes continentales professionnelles |
| Nom de l'équipe                        | Pays                                   | Code                                   |
| -------------------------------------- | -------------------------------------- | -------------------------------------- |
| Androni Giocattoli-Venezuela           | Italie                                 | AND                                    |
| Bardiani CSF                           | Italie                                 | BAR                                    |
| Caja Rural-Seguros RGA                 | Espagne                                | CJR                                    |
| CCC Polsat Polkowice                   | Pologne                                | CCC                                    |
| Colombia                               | Colombie                               | COL                                    |
| MTN-Qhubeka                            | Afrique du Sud                         | MTN                                    |
| Neri Sottoli                           | Italie                                 | NRI                                    |
| RusVelo                                | Russie                                 | RVL                                    |
| Wanty-Groupe Gobert                    | Belgique                               | WGG                                    |

## Classement final
|    | Coureur           | Pays     | Équipe                       |    | Temps           |
| -- | ----------------- | -------- | ---------------------------- | -- | --------------- |
| 1  | Sonny Colbrelli   | Italie   | Bardiani CSF                 | en | 4 h 38 min 25 s |
| 2  | Mauro Finetto     | Italie   | Neri Sottoli                 | +  | m.t             |
| 3  | Franco Pellizotti | Italie   | Androni Giocattoli-Venezuela |    | m.t             |
| 4  | Davide Rebellin   | Italie   | CCC Polsat Polkowice         |    | m.t             |
| 5  | Enrico Battaglin  | Italie   | Bardiani CSF                 |    | m.t             |
| 6  | Davide Villella   | Italie   | Cannondale                   |    | m.t             |
| 7  | Davide Viganò     | Italie   | Caja Rural-Seguros RGA       |    | m.t             |
| 8  | Niccolò Bonifazio | Italie   | Lampre-Merida                |    | m.t             |
| 9  | Amets Txurruka    | Espagne  | Caja Rural-Seguros RGA       |    | m.t             |
| 10 | Robinson Chalapud | Colombie | Colombia                     |    | m.t             |

## Liste des participants
- Liste de départ complète

| Légende | Légende                                                                    | Légende | Légende                                                    |
| ------- | -------------------------------------------------------------------------- | ------- | ---------------------------------------------------------- |
| Num     | Dossard de départ porté par le coureur sur cette Coppa Sabatini            | Pos     | Position à l'arrivée de la course                          |
|         | Indique un maillot de champion national ou mondial, suivi de sa spécialité | NP      | Indique un coureur qui n'a pas pris le départ de la course |
| AB      | Indique un coureur qui n'a pas terminé la course                           | HD      | Indique un coureur qui a terminé la course hors des délais |

| Lampre-Merida LAM | Lampre-Merida LAM       | Lampre-Merida LAM |
| ----------------- | ----------------------- | ----------------- |
| Num               | Coureur                 | Pos               |
| 1                 |                         |                   |
| 2                 | Kristijan Đurasek (CRO) | 47e               |
| 3                 | Niccolò Bonifazio (ITA) | 8e                |
| 4                 | Luca Dodi (ITA)         | 72e               |
| 5                 | Elia Favilli (ITA)      | 73e               |
| 6                 | Roberto Ferrari (ITA)   | 51e               |
| 7                 | Manuele Mori (ITA)      | 68e               |
| 8                 | Valerio Conti (ITA)     | 13e               |
| 9                 | Matteo Bono (ITA)       | AB                |
| 10                |                         |                   |

| Cannondale CAN | Cannondale CAN             | Cannondale CAN |
| -------------- | -------------------------- | -------------- |
| Num            | Coureur                    | Pos            |
| 11             | Davide Formolo (ITA)       | 12e            |
| 12             | Elia Viviani (ITA)         | 59e            |
| 13             | Kristjan Koren (SLO)       | 25e            |
| 14             | Paolo Longo Borghini (ITA) | 66e            |
| 15             |                            |                |
| 16             | Matej Mohorič (SLO)        | 57e            |
| 17             | Moreno Moser (ITA)         | 58e            |
| 18             | Davide Villella (ITA)      | 6e             |
| 19             |                            |                |
| 20             |                            |                |

| AG2R La Mondiale ALM | AG2R La Mondiale ALM      | AG2R La Mondiale ALM |
| -------------------- | ------------------------- | -------------------- |
| Num                  | Coureur                   | Pos                  |
| 21                   |                           |                      |
| 22                   | Guillaume Bonnafond (FRA) | AB                   |
| 23                   | Hubert Dupont (FRA)       | 20e                  |
| 24                   | Ben Gastauer (LUX)        | 36e                  |
| 25                   | Matteo Montaguti (ITA)    | 69e                  |
| 26                   | Alexis Vuillermoz (FRA)   | 45e                  |
| 27                   | François Bidard (FRA)     | 23e                  |
| 28                   |                           |                      |
| 29                   |                           |                      |
| 30                   |                           |                      |

| Androni Giocattoli-Venezuela AND | Androni Giocattoli-Venezuela AND | Androni Giocattoli-Venezuela AND |
| -------------------------------- | -------------------------------- | -------------------------------- |
| Num                              | Coureur                          | Pos                              |
| 31                               | Franco Pellizotti (ITA)          | 3e                               |
| 32                               | Marco Bandiera (ITA)             | AB                               |
| 33                               | Tiziano Dall'Antonia (ITA)       | 43e                              |
| 34                               | Carlos Gálviz (VEN)              | AB                               |
| 35                               | Yonder Godoy (VEN)               | 46e                              |
| 36                               | Antonio Parrinello (ITA)         | 19e                              |
| 37                               | Manuel Belletti (ITA)            | 41e                              |
| 38                               | Diego Rosa (ITA)                 | 39e                              |
| 39                               | Andrea Zordan (ITA)              | 60e                              |
| 40                               | Gianfranco Zilioli (ITA)         | 56e                              |

| Bardiani CSF BAR | Bardiani CSF BAR                 | Bardiani CSF BAR |
| ---------------- | -------------------------------- | ---------------- |
| Num              | Coureur                          | Pos              |
| 41               | Sonny Colbrelli (ITA)            | 1er              |
| 42               | Andrea Piechele (ITA)            | 76e              |
| 43               | Enrico Barbin (ITA)              | AB               |
| 44               | Enrico Battaglin (ITA)           | 5e               |
| 45               | Stefano Pirazzi (ITA)            | AB               |
| 46               |                                  |                  |
| 47               | Edoardo Zardini (ITA)            | AB               |
| 48               | Francesco Manuel Bongiorno (ITA) | 34e              |
| 49               | Stefano Locatelli (ITA)          | AB               |
| 50               | Angelo Pagani (ITA)              | 70e              |

| Neri Sottoli NRI | Neri Sottoli NRI        | Neri Sottoli NRI |
| ---------------- | ----------------------- | ---------------- |
| Num              | Coureur                 | Pos              |
| 51               | Rafael Andriato (BRA)   | 71e              |
| 52               | Samuele Conti (ITA)     | AB               |
| 53               | Andrea Fedi (ITA)       | 64e              |
| 54               | Mauro Finetto (ITA)     | 2e               |
| 55               | Francesco Failli (ITA)  | 28e              |
| 56               | Simone Ponzi (ITA)      | 44e              |
| 57               | Fabio Taborre (ITA)     | 26e              |
| 58               | Giorgio Cecchinel (ITA) | AB               |
| 59               | Jonathan Monsalve (VEN) | 67e              |
| 60               | Giuseppe Fonzi (ITA)    | AB               |

| Caja Rural-Seguros RGA CJR | Caja Rural-Seguros RGA CJR | Caja Rural-Seguros RGA CJR |
| -------------------------- | -------------------------- | -------------------------- |
| Num                        | Coureur                    | Pos                        |
| 61                         | David Arroyo (ESP)         | 24e                        |
| 62                         | Amets Txurruka (ESP)       | 9e                         |
| 63                         | Antonio Piedra (ESP)       | 49e                        |
| 64                         | Heiner Parra (COL)         | AB                         |
| 65                         | Marcos García (ESP)        | 48e                        |
| 66                         | Francesco Lasca (ITA)      | AB                         |
| 67                         | Ángel Madrazo (ESP)        | 21e                        |
| 68                         | Davide Viganò (ITA)        | 7e                         |
| 69                         | Karol Domagalski (POL)     | 35e                        |
| 70                         |                            |                            |

| CCC Polsat Polkowice CCC | CCC Polsat Polkowice CCC          | CCC Polsat Polkowice CCC |
| ------------------------ | --------------------------------- | ------------------------ |
| Num                      | Coureur                           | Pos                      |
| 71                       | Davide Rebellin (ITA)             | 4e                       |
| 72                       | Łukasz Owsian (POL)               | 54e                      |
| 73                       | Mateusz Taciak (POL)              | 62e                      |
| 74                       | Maciej Paterski (POL)             | 27e                      |
| 75                       | Adrian Honkisz (POL)              | 30e                      |
| 76                       | Adrian Kurek (POL)                | 53e                      |
| 77                       |                                   |                          |
| 78                       |                                   |                          |
| 79                       | Nikolay Mihaylov (BUL) (Route)    | 55e                      |
| 80                       | Bartłomiej Matysiak (POL) (Route) | 52e                      |

| Colombia COL | Colombia COL                       | Colombia COL |
| ------------ | ---------------------------------- | ------------ |
| Num          | Coureur                            | Pos          |
| 81           | Juan Pablo Valencia (COL)          | AB           |
| 82           | Robinson Chalapud (COL)            | 10e          |
| 83           | Edward Díaz (COL)                  | AB           |
| 84           | Fabio Duarte (COL)                 | 31e          |
| 85           |                                    |              |
| 86           | Jarlinson Pantano (COL)            | 65e          |
| 87           | Carlos Quintero (COL)              | AB           |
| 88           | Dúber Quintero (COL)               | AB           |
| 89           | Miguel Ángel Rubiano (COL) (Route) | 11e          |
| 90           | Rodolfo Torres (COL)               | 38e          |

| MTN-Qhubeka MTN | MTN-Qhubeka MTN                  | MTN-Qhubeka MTN |
| --------------- | -------------------------------- | --------------- |
| Num             | Coureur                          | Pos             |
| 91              | Nicolas Dougall (RSA)            | AB              |
| 92              | Louis Meintjes (RSA) (Route)     | 50e             |
| 93              | Adrien Niyonshuti (RWA)          | 75e             |
| 94              | Tsgabu Grmay (ETH) (Route)       | AB              |
| 95              | Dennis van Niekerk (RSA)         | 40e             |
| 96              | Jacques Janse van Rensburg (RSA) | AB              |
| 97              | Songezo Jim (RSA)                | AB              |
| 98              | Kristian Sbaragli (ITA)          | 15e             |
| 99              | Karel Hník (CZE)                 | 18e             |
| 100             | Fregalsi Debesay (ERI)           | AB              |

| RusVelo RVL | RusVelo RVL              | RusVelo RVL |
| ----------- | ------------------------ | ----------- |
| Num         | Coureur                  | Pos         |
| 101         | Sergueï Lagoutine (RUS)  | 16e         |
| 102         | Sergey Firsanov (RUS)    | 33e         |
| 103         | Kirill Pozdnyakov (RUS)  | 37e         |
| 104         | Sergueï Klimov (RUS)     | 63e         |
| 105         | Ivan Balykin (RUS)       | 32e         |
| 106         | Timofey Kritskiy (RUS)   | AB          |
| 107         |                          |             |
| 108         |                          |             |
| 109         | Sergey Pomoshnikov (RUS) | 42e         |
| 110         | Ilnur Zakarin (RUS)      | 74e         |

| Wanty-Groupe Gobert WGG | Wanty-Groupe Gobert WGG  | Wanty-Groupe Gobert WGG |
| ----------------------- | ------------------------ | ----------------------- |
| Num                     | Coureur                  | Pos                     |
| 111                     | Frederik Backaert (BEL)  | AB                      |
| 112                     | Jérôme Baugnies (BEL)    | 14e                     |
| 113                     | Francis De Greef (BEL)   | 29e                     |
| 114                     | Michel Kreder (NED)      | 17e                     |
| 115                     | Marco Minnaard (NED)     | 22e                     |
| 116                     | Danilo Napolitano (ITA)  | AB                      |
| 117                     | Kevin Seeldraeyers (BEL) | AB                      |
| 118                     | Mirko Selvaggi (ITA)     | 61e                     |
| 119                     |                          |                         |
| 120                     |                          |                         |